# Ilidua Douro
Ilidua Douro ist eine Aldeia auf der südostasiatischen Insel Atauro, die zu Osttimor gehört. 2015 hatte die Aldeia 414 Einwohner.

## Geographie

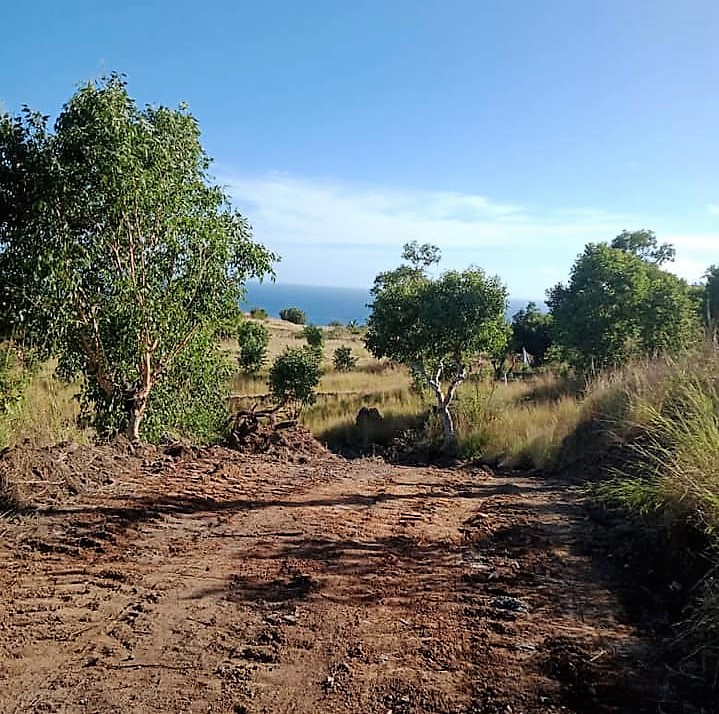
Landschaft bei Iliana

Ilidua Douro liegt an der Westküste des Sucos Biqueli (Gemeinde Atauro). Östlich liegen die Aldeias Ilicnamo, Pala und Uaro-Ana. Im Süden befindet sich der Suco Beloi.
Die Siedlung Ilidua Douro liegt im Süden der Aldeia, nahe der Westküste und der Grenze zu Beloi. Bis zur Reform der Verwaltungsgrenzen 2015 gehörte Ilidua Douro noch zum Suco Beloi. Im Norden liegen an der Küste die Dörfer Vatuo und Iliana. Zwischen Iliana und dem Dorf Ilidua Douro liegt das Kap Ponta Mano Tala.

## Einrichtungen
Ilidua Douro und Vatuo verfügen jeweils über eine evangelische Kirche. In Vatuo gibt es zudem eine Grundschule.